# Krzysztof (Rakintzakis)
Krzysztof, imię świeckie George Rakintzakis (ur. 1 maja 1931 w Atenach, zm. 14 lutego 2020 tamże) – grecki duchowny prawosławny, biskup Andidy.

## Życiorys
Urodził się w Atenach. Chirotonię biskupią otrzymał 26 czerwca 1999. W latach 1999–2011 był biskupem pomocniczym metropolii Toronto. Pod koniec życia rezydował w Ajia Paraskiewi.